# فيصل ساري
فيصل ساري (بالتركية: Veysel Sarı)‏ هو لاعب كرة قدم تركي في مركز ظهير ‏، ولد في 25 يوليو 1988 في إسطنبول في تركيا. شارك مع منتخب تركيا ب لكرة القدم ‏ ومنتخب تركيا لكرة القدم. أما مع النوادي، فقد لعب مع إسكيشهرسبور وغلطة سراي ونادي فنربخشة ونادي قاسم باشا.

## وصلات خارجية
- فيصل ساري على موقع الاتحاد الدولي (مؤرشف)  (الإنجليزية)
- فيصل ساري على موقع الاتحاد الأوربي (الإنجليزية)
- فيصل ساري على موقع اتحاد تركيا (لاعب) (الإنجليزية)
- فيصل ساري على موقع قاعدة بيانات كرة القدم.إي يو (الإنجليزية)
- فيصل ساري على موقع ناشيونال فوتبول تيمز (الإنجليزية)
- فيصل ساري على موقع Soccerway.com (الإنجليزية)
- فيصل ساري على موقع عالم كرة القدم.نت (الإنجليزية)
- فيصل ساري على موقع AS.com (الإسبانية)